# The Unlikely Candidates
 (avril 2024).
La mise en forme du texte ne suit pas les recommandations de Wikipédia : il faut le « wikifier ».
Les points d'amélioration suivants sont les cas les plus fréquents :
- Les titres sont pré-formatés par le logiciel. Ils ne sont ni en capitales, ni en gras.
- Le texte ne doit pas être écrit en capitales (les noms de famille non plus), ni en gras, ni en italique, ni en « petit »…
- Le gras n'est utilisé que pour surligner le titre de l'article dans l'introduction, une seule fois.
- L'italique est rarement utilisé : mots en langue étrangère, titres d'œuvres, noms de bateaux, etc.
- Les citations ne sont pas en italique mais en corps de texte normal. Elles sont entourées par des guillemets français : « et ».
- Les listes à puces sont à éviter, des paragraphes rédigés étant largement préférés. Les tableaux sont à réserver à la présentation de données structurées (résultats, etc.).
- Les appels de note de bas de page (petits chiffres en exposant, introduits par l'outil «  Source ») sont à placer entre la fin de phrase et le point final[comme ça].
- Les liens internes (vers d'autres articles de Wikipédia) sont à choisir avec parcimonie. Créez des liens vers des articles approfondissant le sujet. Les termes génériques sans rapport avec le sujet sont à éviter, ainsi que les répétitions de liens vers un même terme.
- Les liens externes sont à placer uniquement dans une section « Liens externes », à la fin de l'article. Ces liens sont à choisir avec parcimonie suivant les règles définies. Si un lien sert de source à l'article, son insertion dans le texte est à faire par les notes de bas de page.
- La présentation des références doit suivre les conventions bibliographiques. Il est recommandé d'utiliser les modèles {{Ouvrage}}, {{Chapitre}}, {{Article}}, {{Lien web}} et/ou {{Bibliographie}}. Le mode d'édition visuel peut mettre en forme automatiquement les références.
- Insérer une infobox (cadre d'informations à droite) n'est pas obligatoire pour parachever la mise en page.

Pour une aide détaillée, merci de consulter Aide:Wikification.
Si vous pensez que ces points ont été résolus, vous pouvez retirer ce bandeau et améliorer la mise en forme d'un autre article.
The Unlikely Candidates est un groupe de rock indépendant américain originaire de Fort Worth, au Texas, formé en 2008. Le groupe est composé du chanteur principal Kyle Morris, du guitariste principal Brenton Carney, du guitariste Cole Male, du batteur Kevin Goddard et du bassiste Jared Hornbeek. Leur chanson « Novocaïne » est en tête du classement des chansons alternatives et a reçu plus de 66 millions de streams et de vues vidéo en juillet 2021. Ils ont été signés avec Atlantic Records en 2013, mais sont passés à Another Century, un label plus petit, en octobre 2016.

## Carrière

### Le début etFollow my feet(2008-2016)
Le groupe a été formé initialement en 2008 par des amis d'enfance Kyle Morris et Cole Male. Après s'être unis au lycée, le groupe s'est immédiatement séparé des traditions musicales typiques associées au Texas et a présenté un style alternatif qui lui est propre. Cependant, ce n'est qu'en 2013 qu'ils ont sorti leur première musique.
En avril 2013, ils ont sorti leur premier single, "Follow My Feet". Le 30 septembre 2013, ils sortent leur premier EP, également intitulé Follow My Feet.
En mars 2016, le groupe a sorti une version instrumentale de l'EP. La pochette est la même que l'originale avec des couleurs inversées.

### Bed of LiarsetDanger to Myself (2016-2018)
Depuis la sortie de Follow My Feet, le groupe a sorti deux autres pièces prolongées qui s'écartent du son de Follow My Feet en 2017 : Bed of Liars, sorti en février, et Danger to Myself, sorti en octobre. « Your Love Could Start a War » (Bed of Liars EP) est sorti en février 2016 et compte désormais plus de 15 millions de streams dans le monde. La chanson a été leur plus grand succès depuis "Follow My Feet" et a fait une apparition dans le palmarès Billboard Alternative Songs. Peu de temps après que le groupe ait changé de label en octobre 2016, ils ont sorti la chanson « Ringer ». L'EP Bed of Liars est sorti le 17 février 2017. Un clip pour "Ringer" est sorti le 7 avril 2017, composé de différents clips envoyés par les fans du groupe du monde entier. Le clip de "Violence" est sorti en juillet 2017. Selon Kyle Morris, des chansons comme Ringer et Reaction ont été écrites dans la maison du guitariste Brenton Carney après avoir été informé que le groupe devait écrire des chansons, sinon elles auraient pu être exclues du label. Le groupe a passé quelques semaines en Californie et a été partiellement influencé par le rap de style côte ouest tout en travaillant sur Bed of Liars. Le groupe a parcouru d'innombrables kilomètres sur la route aux côtés d'artistes tels que Young the Giant, the Dirty Heads, Fall Out Boy et Brick + Mortar.
Le prochain EP du groupe, Danger to Myself, est sorti le 27 octobre 2017. Il comprend la chanson « Celebrate », une version alternative d'une chanson des Dirty Heads. L'EP a été réédité le 12 janvier 2018 pour inclure une nouvelle chanson, "Oh My Dear Lord". Cette chanson est finalement devenue l'un des succès notables du groupe et compte plus de 13 millions de streams dans le monde. Un clip vidéo est sorti pour la chanson en mars 2018. Kyle Morris a déclaré que l'EP était principalement influencé par la vie sur la route et par ses expériences lors d'une tournée dans un groupe.

### Panther Island (2018-Present)
Le 17 août 2018, ils ont sorti le single « Best I Ever Had », suivi de « Bells » le 12 octobre 2018. La chanson a été décrite comme « sombre mais accrocheuse ». single "Strange Love" en février 2019. En mars 2019, ils ont sorti leur single "Novocaine", qui a rapidement gagné en popularité et est actuellement le plus gros succès du groupe. Le 14 mars 2020, il a atteint la première place du classement des chansons alternatives. Sur la chanson, le groupe a partagé : « c’est en quelque sorte la célébration et la lamentation d’être un fainéant. Je pense que nous avons tous cette voix qui veut être paresseux et éviter ses responsabilités un peu plus longtemps. Il s’agit donc d’être en quelque sorte d’accord avec cela et avec ce style de vie. » Plus tard en 2019, le groupe a participé à la tournée Strange Lines avec Brick + Mortar et le Brevet. La tournée porte le nom de ce qui aurait été le premier album studio du groupe, prévu pour l'automne 2019, mais l'album a fini par être abandonné pour des raisons inconnues.
Un an plus tard, le 16 avril 2020, ils ont sorti une chanson intitulée « Invincible ». Le 29 mai 2020, le groupe sort un nouveau single intitulé « High Low ». Le leader Kyle Morris a déclaré que la chanson « parle d'isolement, de solitude et de désir de connexion humaine ». Ils ont sorti le clip de la chanson le 7 octobre 2020. Le 25 juin 2021, le groupe a sorti un autre single intitulé « Gemini ».
En mars 2022, il a été officiellement annoncé que le premier album studio du groupe, Panther Island, sortirait le 20 mai 2022. Un single promotionnel de l'album, « Sunshine », est sorti le 18 mars 2022. Le deuxième single promotionnel de l'album, « How I Am », est sorti le 22 avril 2022. Le jour de Noël 2022, ils ont sorti un clip pour leur chanson « Grenadine ».

## Influences
Morris a dit un jour que le groupe était généralement influencé par des groupes qui ne s'en tenaient normalement pas à un son particulier, comme les Beatles ou Blur. Leur style d'écriture de chansons a été décrit comme « grandiose, mais semblable à un groupe de garage ». Le groupe se distingue également par son éloignement des styles de musique généralement associés au Texas, comme la musique country.

## Membres
- Kyle Morris : chanteur principal
- Brenton Carney : guitare solo
- Cole Male : guitare d'accompagnement
- Kevin Goddard : batterie/percussions
- Jared Hornbeek : basse

### Anciens membres
- Josiah Maughan : basse

## Discographie
Albums
- Panther Island (2022)

EPs
- Follow My Feet (2013)
- Bed of Liars (2017)
- Danger to Myself (2017)

### Singles en tant qu'artistes principaux
| Titre                                       | Année | Meilleure position | Meilleure position | Meilleure position | Meilleure position | Album               |
| Titre                                       | Année | US AAA             | US Alt.            | Mediabase Alt.     | US Rock            | Album               |
| ------------------------------------------- | ----- | ------------------ | ------------------ | ------------------ | ------------------ | ------------------- |
| "Follow My Feet"                            | 2013  | 6                  | 35                 | 35                 | —                  | Follow My Feet EP   |
| "Howl"                                      | 2013  | —                  | —                  | 85                 | —                  | Follow My Feet EP   |
| "Your Love Could Start A War"               | 2016  | —                  | 36                 | 36                 | —                  | Bed Of Liars EP     |
| "Ringer"                                    | 2016  | —                  | 38                 | 29                 | —                  | Bed Of Liars EP     |
| "Violence"                                  | 2017  | —                  | —                  | —                  | —                  | Bed Of Liars EP     |
| "Oh My Dear Lord"                           | 2018  | —                  | —                  | 50                 | —                  | Danger To Myself EP |
| "Best I Ever Had"                           | 2018  | —                  | —                  | —                  | —                  | Non-album singles   |
| "Bells"                                     | 2018  | —                  | —                  | —                  | —                  | Non-album singles   |
| "Strange Love"                              | 2019  | —                  | —                  | —                  | —                  | Non-album singles   |
| "Novocaine"                                 | 2019  | 37                 | 1                  | 1                  | 5                  | Panther Island      |
| "Invincible"                                | 2020  | —                  | —                  | —                  | —                  | Non-album single    |
| "High Low"                                  | 2020  | —                  | 19                 | 16                 | —                  | Panther Island      |
| "Gemini"                                    | 2021  | —                  | —                  | 48                 | —                  | Panther Island      |
| "Sunshine"                                  | 2022  | —                  | —                  | —                  | —                  | Panther Island      |
| "How I Am"                                  | 2022  | —                  | —                  | —                  | —                  | Panther Island      |
| "—" désigne un titre qui n'a pas été classé |       |                    |                    |                    |                    |                     |

### Singles en tant qu'artiste feat.
| Titre                                                                   | Année | Meilleure position chart | Meilleure position chart | Album            |
| Titre                                                                   | Année | US Alt.                  | US Rock                  | Album            |
| ----------------------------------------------------------------------- | ----- | ------------------------ | ------------------------ | ---------------- |
| "Celebrate" (Dirty Heads featuring the Unlikely Candidates)             | 2017  | 12                       | 31                       | Swim Team        |
| "NeverEnding Nightmare" (Chad Tepper featuring the Unlikely Candidates) | 2022  | —                        | —                        | Non-album single |
| "—" désigne un single ou un titre non sorti dans le territoire          |       |                          |                          |                  |